# Crematory
Crematory é uma banda de death metal formada em Mannheim, na Alemanha, em 1991.

## Biografia
Um ano depois de Marc e Felix se terem juntado à banda, é apresentada a primeira demo, Crematory, que conquistou de imediato os fans de gothic metal. Por esta altura, a banda começou a receber propostas de gravadoras.
Enquanto não chegavam a acordo com as editoras, iam dando uma série de concertos pela Alemanha, já com a participação de Katrin Goger como tecladista oficial, uma vez que tinha sido apenas convidada para gravar a demo.
Em Janeiro de 1993, motivados pelo apoio dos fans, iniciaram as gravações do primeiro álbum, já com o baixista Heinz Steinhauser. Transmigration foi apresentado em Maio e um mês depois a banda foi reconhecida por várias revistas de metal.
Nos finais do ano a banda fez uma turné com a banda My Dying Bride. Antes desta tourné, o baixista Heinz Steinhauser foi substituído por Harald Heine.
Nos inícios de 94 a banda começou a gravar o segundo álbum, …just dreaming. Em Março a banda gravou videoclips para as músicas Shadows of mine e In my hands. Entre Abril e Setembro a banda esteve em tour, suportada pelas bandas Tiamat e Atrocity.
1995 foi o ano do lançamento do terceiro álbum da banda, intitulado Illusions. Em Dezembro do ano seguinte a banda começou a gravar um novo álbum, com canções em alemão. Mais tarde a banda assinou com a Massacre Records.
No ano seguinte a banda dedicou-se à promoção deste novo álbum, dando  vários concertos pela Alemanha, Países Baixos e Bélgica, onde tocaram ao lado de bandas como Moonspell e The Gathering. Depois do contrato com a Massacre Records, a banda fundou a sua própria gravadora, a CRC (Crematory´s Record Company).
Em 1997, em parceria com a Nuclear Blast, lançaram o álbum Awake.
Em Fevereiro de 1999 lançaram o single Fly, que se tornou um enorme sucesso. Ainda neste ano, banda trocou o guitarrista Lotte por Matthias Hechler, que também é letrista.
Pouco depois a banda começa a preparar o próximo álbum: convidam os vocalistas Michael Rohr (Century), Kalle Friedrich (Giants Causeway) e Lisa Mosinski (Dark) para a gravação da música Poppy Fields. Act Seven entra para a 46º posição dos tops alemães.
Em 2000 a banda volta a apresentar um álbum, desta vez chamado Believe. No ano seguinte, para assinalar o décimo aniversário da banda, é feita uma extensa tour, que inclui as primeiras canções da banda. Depois desta tour a banda decidiu terminar. Remind é o décimo e último álbum da banda.
Em Agosto de 2002, a gravadora Nuclear Blast contactou a banda para participarem no álbum The Four Horseman, um tributo à banda Metallica. A banda aceitou e fez um cover da música One.
Em 2003, devido ao sucesso do cover, foi pedido à banda que voltassem a gravar um álbum. Depois de algumas recusas, a banda cedeu ao pedido e o resultado chegou em 2004, com o álbum Revolution.
Em Janeiro de 2005 a banda começou a escrever material para um novo álbum, Klagebilder, com letras exclusivamente em alemão.
2019
Em maio de 2019 a banda fechou parceria com a gravadora Napalm Records, e anunciou novo álbum para 2020.

## Membros

### Atuais
- Gerhard "Felix" Stass - vocal gutural
- Matthias Hechler - guitarra e vocais
- Katrin Goger - teclados
- Harald Heine - baixo
- Markus Jüllich - bateria

### Fundadores
- Marc Zimmer - baixo, vocais
- Heinz Steinhauser - baixo, vocais
- Lothar "Lotte" Forst - guitarra, vocais